# Френдсвілл (Меріленд)
Френдсвілл (англ. Friendsville) — місто (англ. town) в США, в окрузі Ґерретт штату Меріленд. Населення — 438 осіб (2020).

## Географія
Френдсвілл розташований за координатами 39°39′47″ пн. ш. 79°24′16″ зх. д. / 39.66306° пн. ш. 79.40444° зх. д. (39.662958, -79.404464).  За даними Бюро перепису населення США в 2010 році місто мало площу 2,36 км², уся площа — суходіл. В 2017 році площа становила 2,59 км², уся площа — суходіл.

## Демографія
Згідно з переписом 2010 року, у місті мешкала 491 особа в 219 домогосподарствах у складі 128 родин. Густота населення становила 208 осіб/км².  Було 272 помешкання (115/км²).
Расовий склад населення:
| - 99,6 % — білих - 0,2 % — корінних американців - 0,2 % — азіатів |

До двох чи більше рас належало 0,0 %. Частка іспаномовних становила 0,6 % від усіх жителів.
За віковим діапазоном населення розподілялося таким чином: 19,6 % — особи молодші 18 років, 63,9 % — особи у віці 18—64 років, 16,5 % — особи у віці 65 років та старші. Медіана віку мешканця становила 44,6 року. На 100 осіб жіночої статі у місті припадало 92,5 чоловіків;  на 100 жінок у віці від 18 років та старших — 88,1 чоловіків також старших 18 років.
Середній дохід на одне домашнє господарство  становив 41 562 долари США (медіана — 35 694), а середній дохід на одну сім'ю — 43 847 доларів (медіана — 40 588). Медіана доходів становила 50 556 доларів для чоловіків та 32 083 долари для жінок. За межею бідності перебувало 33,4 % осіб, у тому числі 42,2 % дітей у віці до 18 років та 24,6 % осіб у віці 65 років та старших.
Цивільне працевлаштоване населення становило 234 особи. Основні галузі зайнятості: освіта, охорона здоров'я та соціальна допомога — 17,1 %, роздрібна торгівля — 16,2 %, науковці, спеціалісти, менеджери — 14,1 %.